# Aurotioprol
L'aurotioprol est un composé organique de formule chimique AuSCH2CHOHCH2SO3Na. Il s'agit d'un sel d'or utilisé contre les rhumatismes,, notamment l'arthrite rhumatoïde. Il présente un effet anti-inflammatoire et immunosuppresseur qui offrent un potentiel contre les maladies auto-immunes.